# Irwell Sculpture Trail

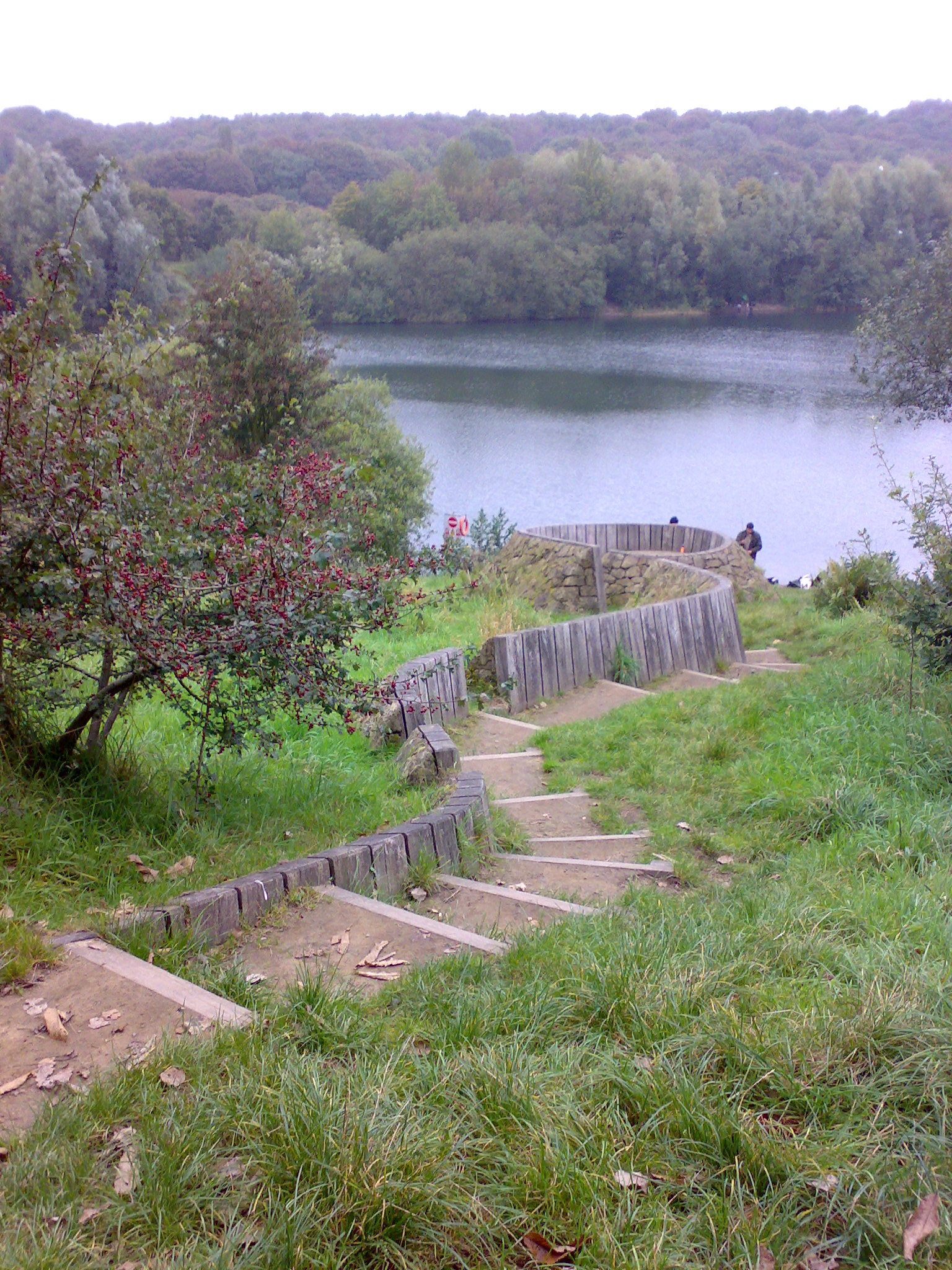
Clifton Country Park Lookout

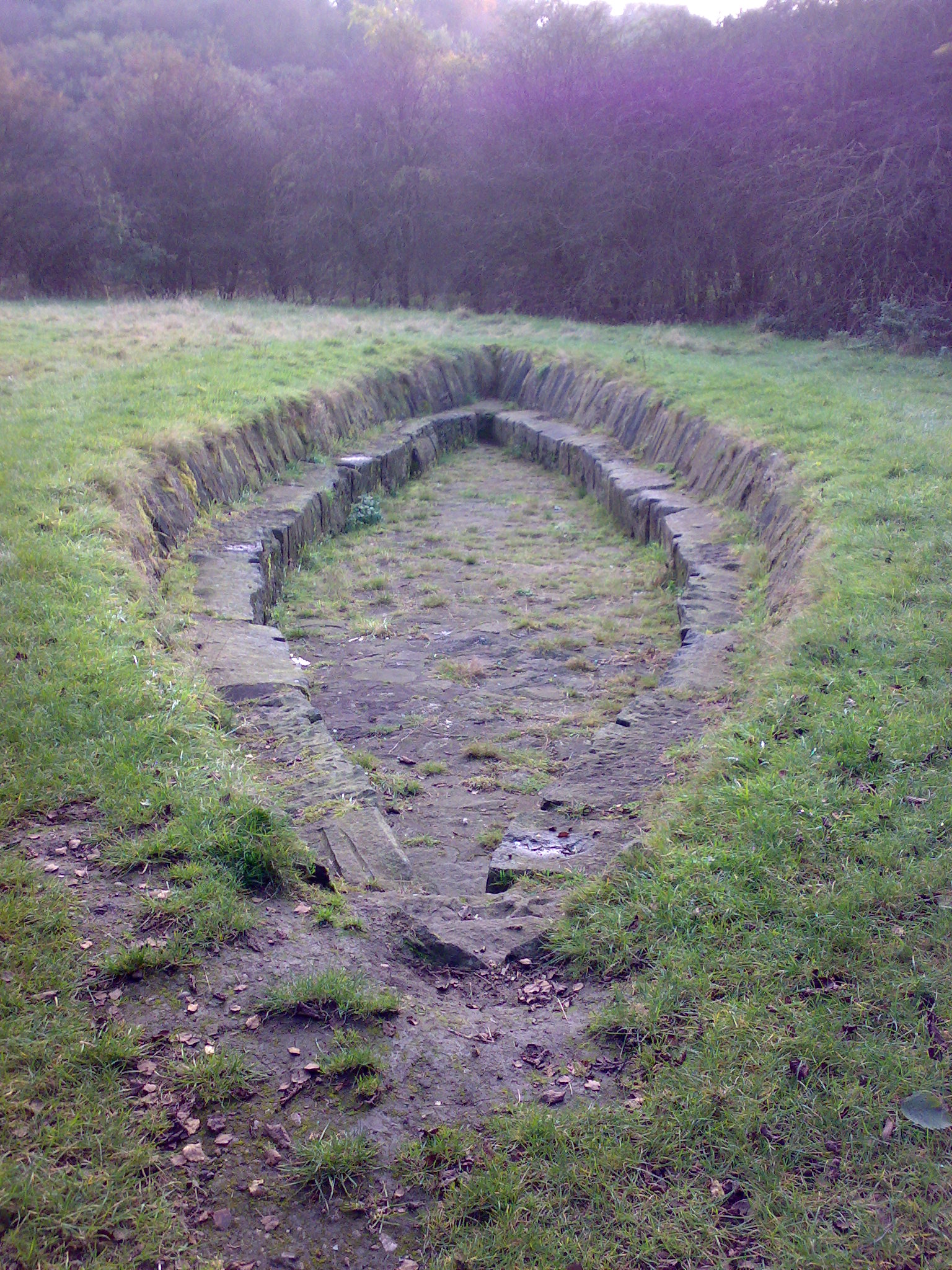
Dig

De beeldenroute Irwell Sculpture Trail is de langste route met kunst in de openbare ruimte van het Verenigd Koninkrijk, waarbij regionale, nationale en internationale kunstenaars werden ingeschakeld.
De Irwell Sculpture Trail volgt een reeds lang bestaande 30 mijl lange route in het Penninisch Gebergte van Salford Quays (Greater Manchester) via Bury naar de vallei van de rivier de Irwell in Lancashire. Achtentwintig sculpturen, die gerekend kunnen worden tot de zogenaamde land art zijn gecreëerd.

## Beelden langs de route
- The Fabric of Nature
- Arena (2002) van Rita McBride
- Arresting Time van Jill Randall
- Lookout (2003) van Tim Norris en Craig Ormerod
- Dig
- Trinity
- Our Seats Are Almost Touching
- Untitled van Ulrich Rückriem (bestaande uit 10 delen, verspreid over meerdere locaties)
- Nailing Home van Jack Wright
- As If I Were A River
- Water Wheel van David Kemp
- Stone Cycle van Julie Edwards
- Picnic Area van David Fryer
- Seek And You Will Find
- The River
- Tilted Vase (1998) van Edward Allington
- In The Picture (1997) van Richard Caink
- Remnant Kings van Ian Randall
- Whispering Wall
- Gateway
- Willow Tree
- The Bocholt (symboliseert de stedenband tussen de plaatsen Rossendale in Engeland en Bocholt in Duitsland)
- Logarythms
- Weave
- Coming Full Circle (1999) van Chris Drury
- Sentinel

## Fotogalerij

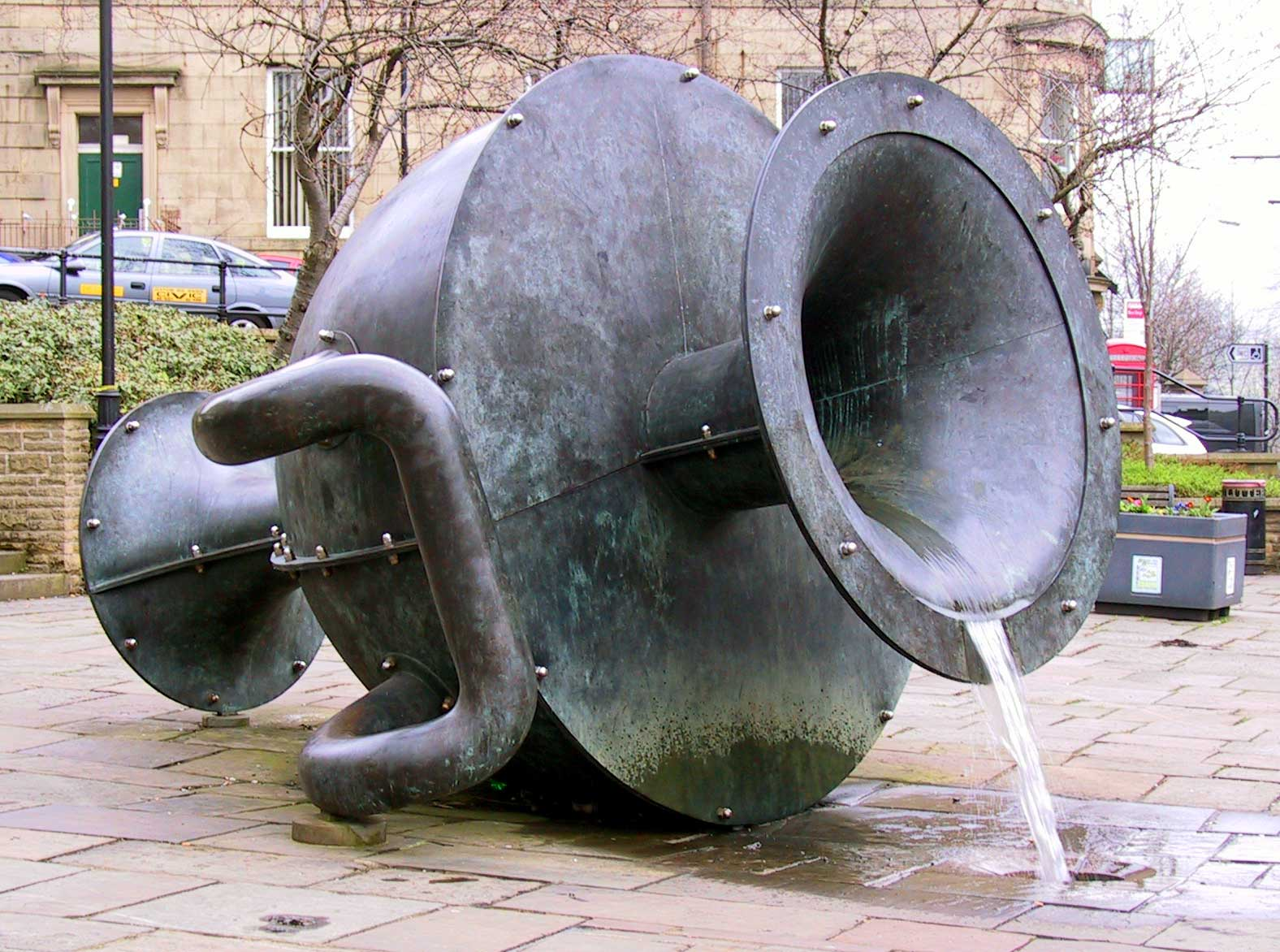
Tilted Vase van Edward Allington
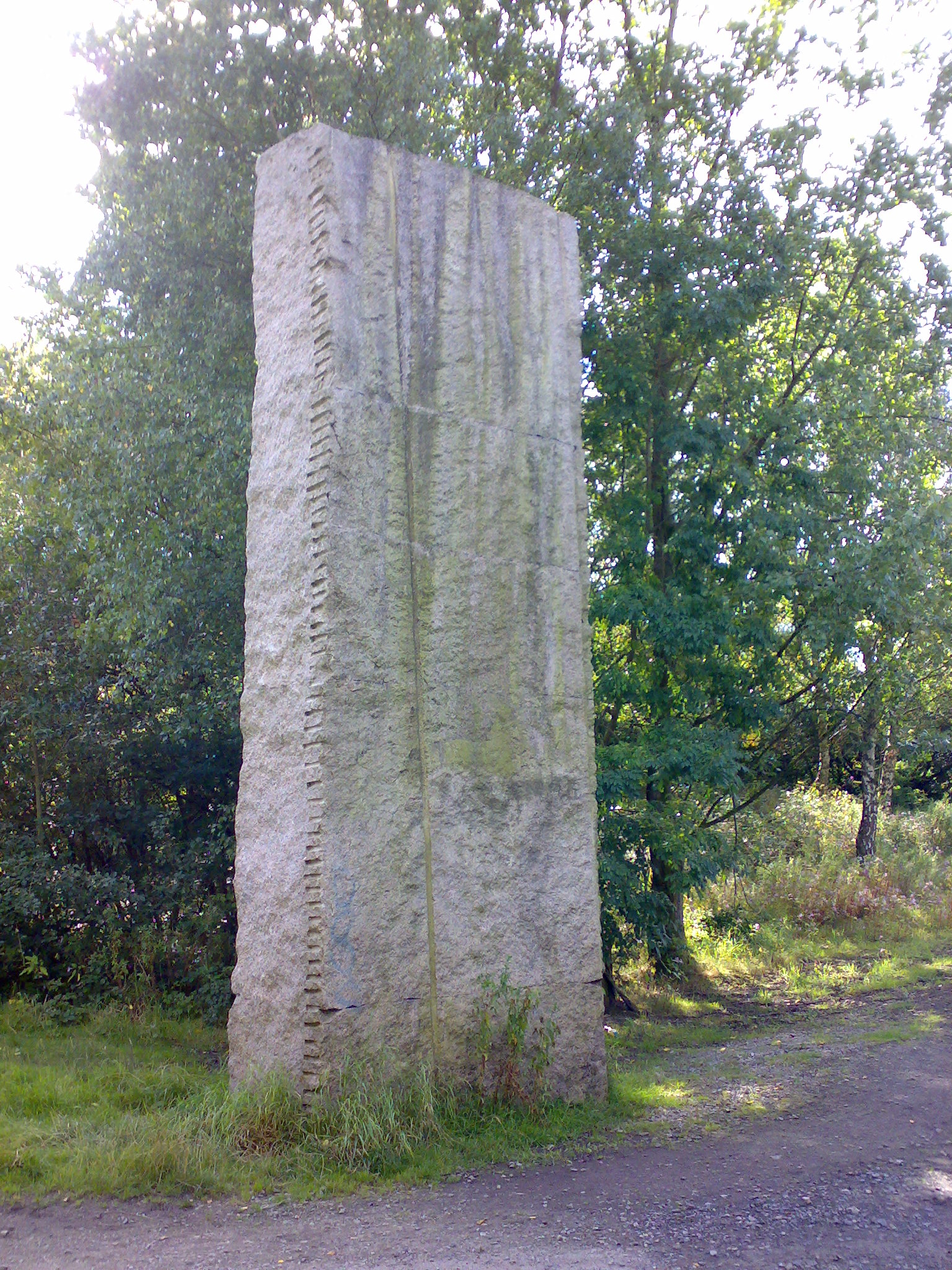
sculptuur van Ulrich Rückriem
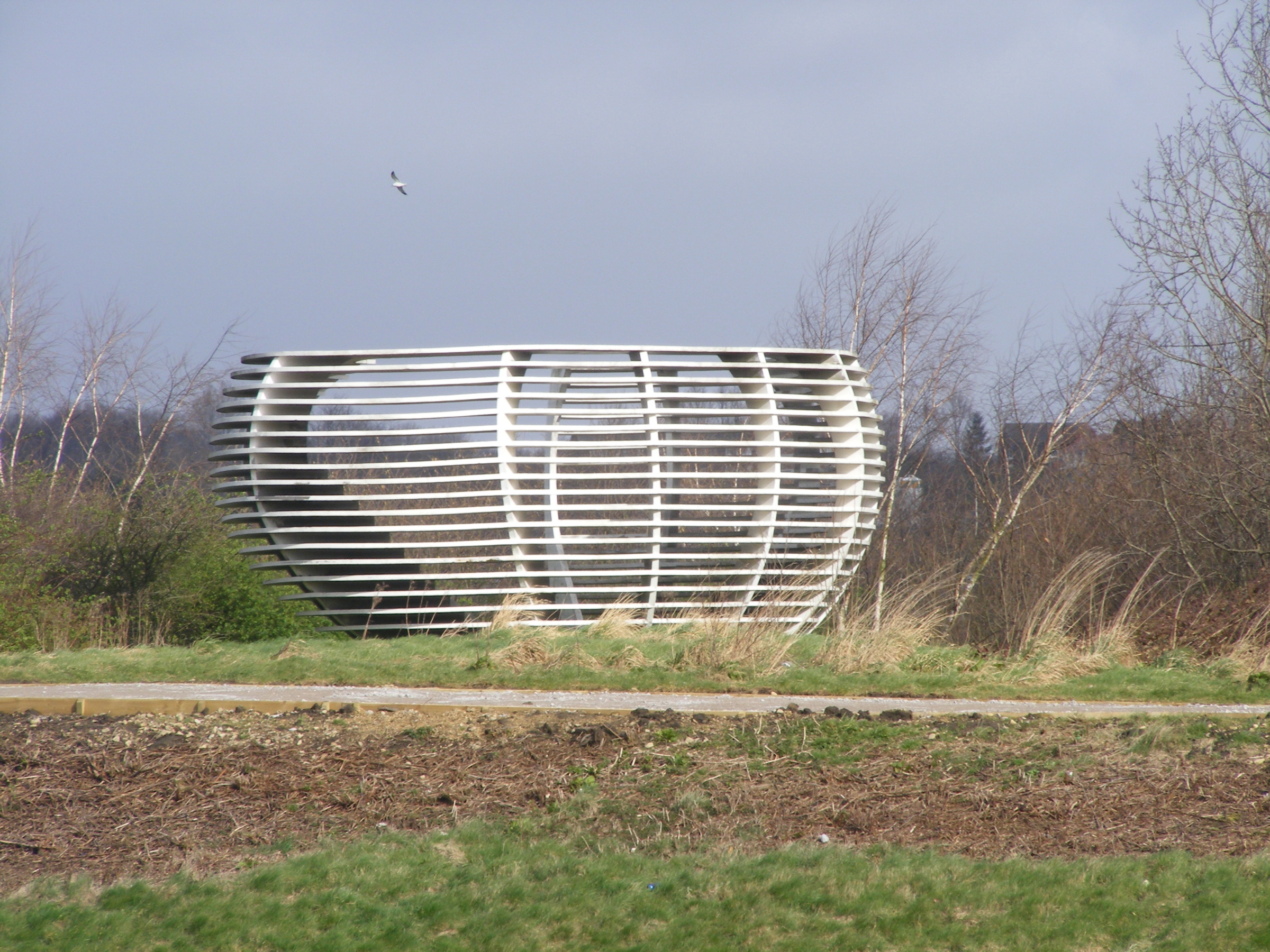
Arena van Rita McBride
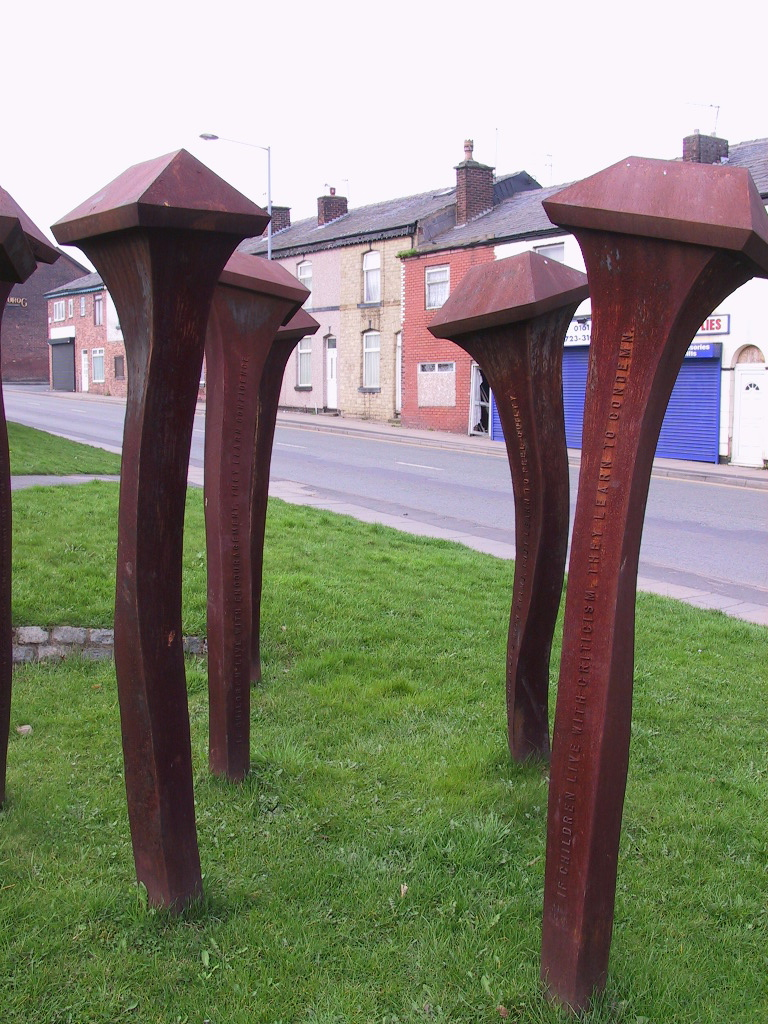
Nailing Home van Jack Wright
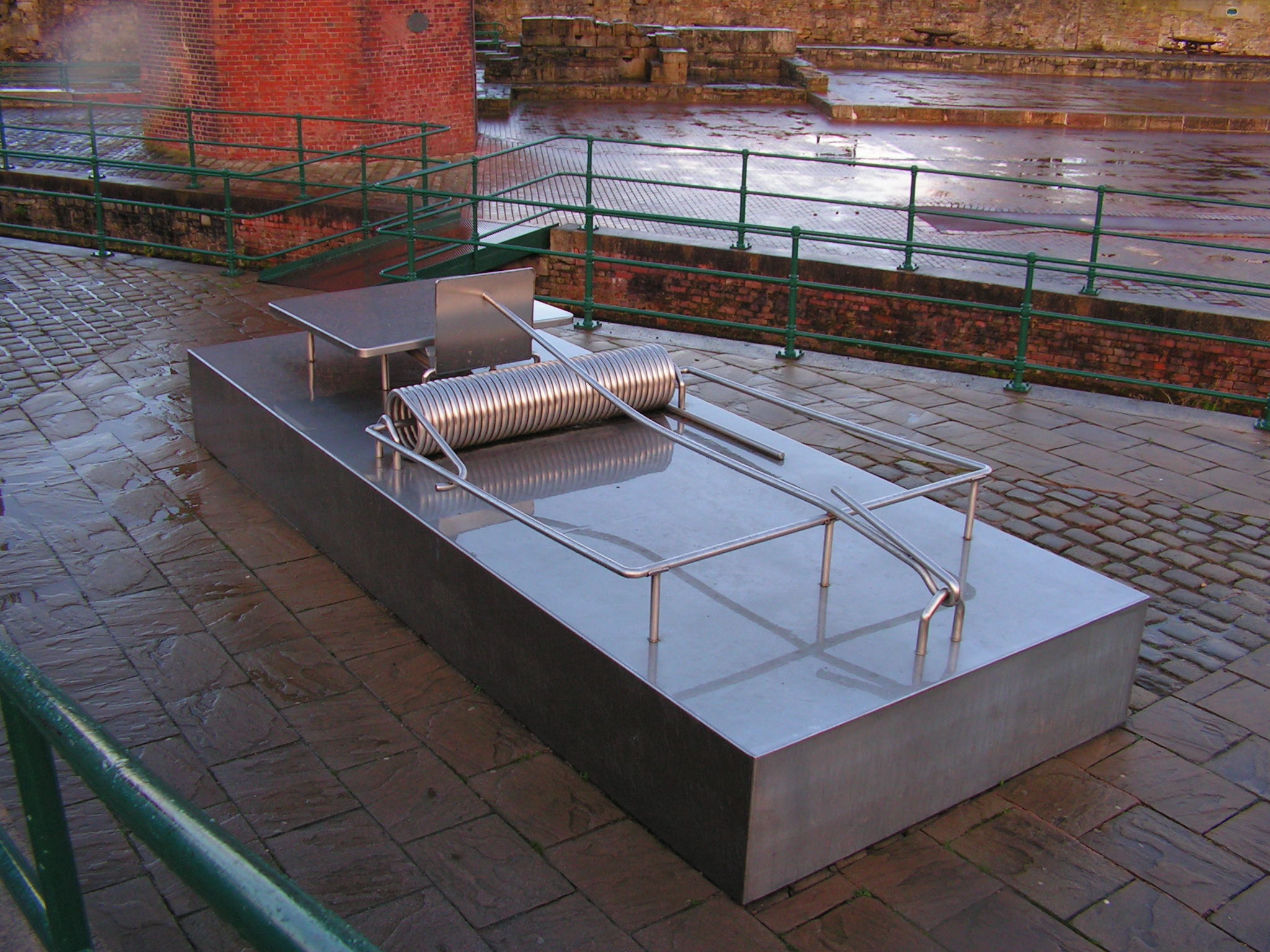
Picnic Area van David Fryer
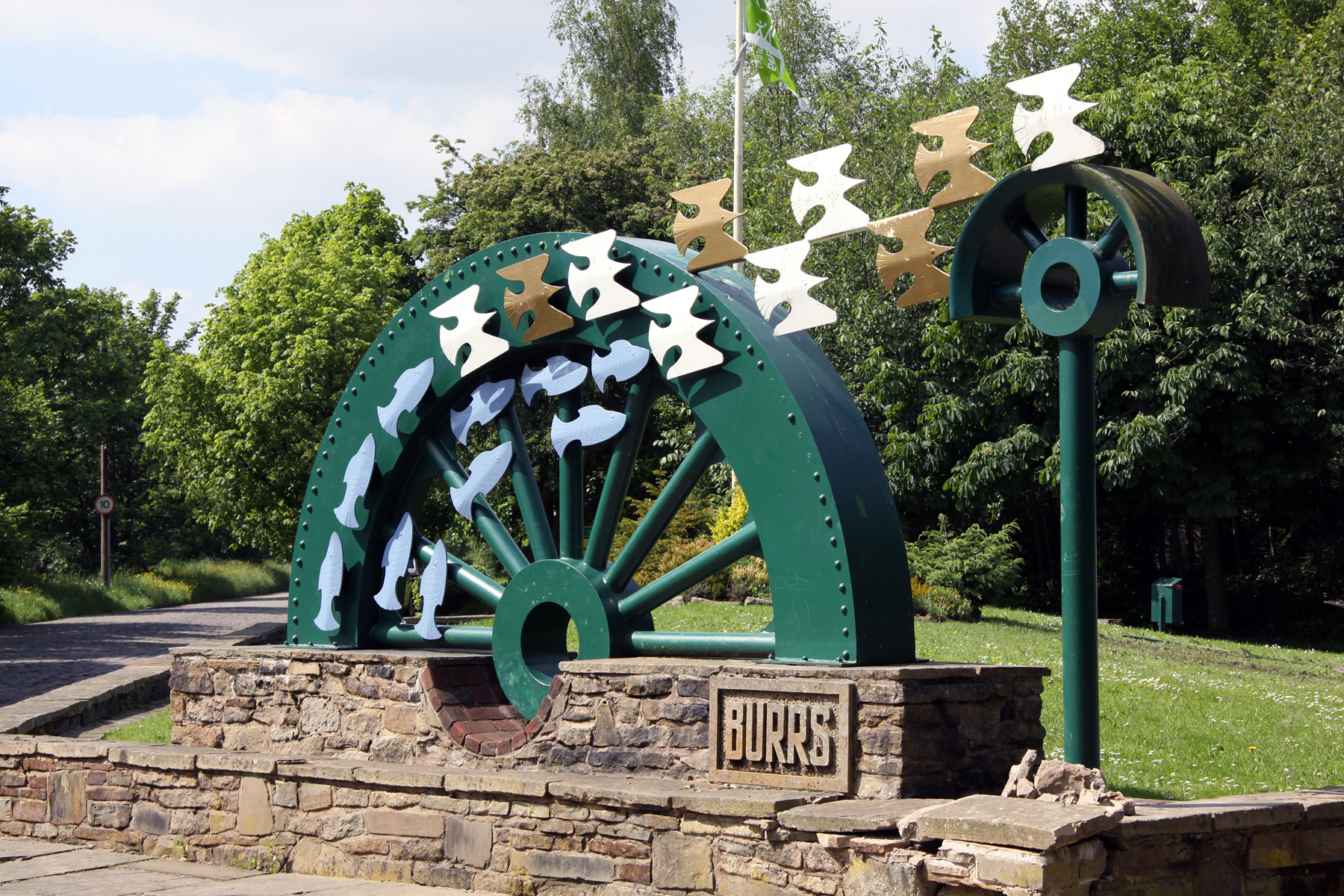
Water Wheel van David Kemp
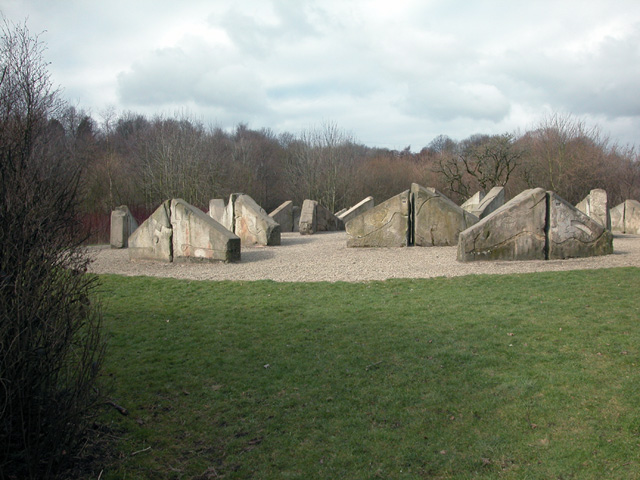
Stone Cycle van Julie Edwards
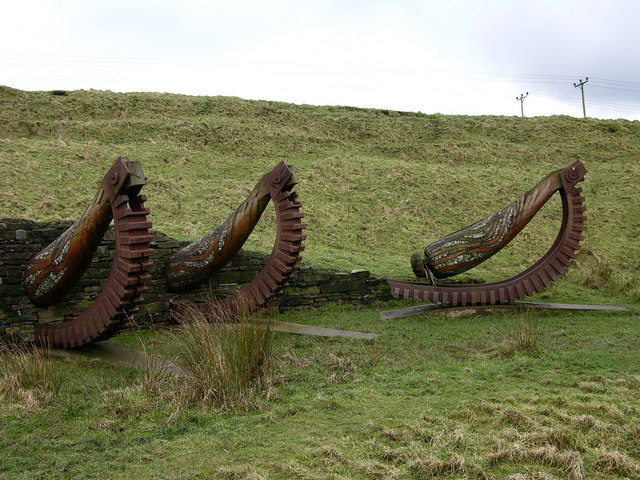
Remnant Kings van Ian Randall